# 大門町 (生駒市)
大門町（だいもんちょう）は、奈良県生駒市の町名。郵便番号は630-0238。

## 地理
生駒市南部に位置し、北に小倉寺町、西に鬼取町、南に藤尾町、東に有里町と接する。

## 歴史
大門村は大和国平群郡に属し、江戸時代初めは幕府領、元和元年（1615年）からは郡山藩領となる。
鬼取山中の靏林寺（鬼取町）の入口となる門が集落の西部にあり、「明堂（あかんどう）の門」と呼んだという。ここから竹林寺（有里町）にかけ、旧暗街道が通じていたため、後年この門は関所の役目を果たしたともいわれる。
また中世、この地には萩原氏配下の地侍である藤尾小才治や大門隼人がおり、生駒神社の神官刀祢職を兼ねて、勢力を伸ばしたという。これら地侍は天正13年（1585年）の筒井定次転封の頃に帰農したが、江戸時代中期に再興し、庄屋格として発展した。

### 沿革
- 1889年（明治22年） - 萩原村・藤尾村・西畑村・鬼取村・小倉寺村・有里村・壱部村・小瀬村・乙田村・小平尾村と合併して南生駒村が発足[8]。南生駒村大字大門となる[9]。
- 1955年（昭和30年） - 生駒町の大字となる[9]。
- 1971年（昭和46年） - 生駒市大門町となる[9]。

## 世帯数と人口
2019年（令和元年）10月1日現在の世帯数と人口は以下の通りである。
| 町丁   | 世帯数 | 人口  |
| ------ | ------ | ----- |
| 大門町 | 40世帯 | 100人 |

### 人口の変遷
国勢調査による人口の推移。
| 1995年（平成7年）  | 123人 | [ 10 ] |  |
| 2000年（平成12年） | 112人 | [ 11 ] |  |
| 2005年（平成17年） | 116人 | [ 12 ] |  |
| 2010年（平成22年） | 111人 | [ 13 ] |  |
| 2015年（平成27年） | 98人  | [ 14 ] |  |

### 世帯数の変遷
国勢調査による世帯数の推移。
| 1995年（平成7年）  | 31世帯 | [ 10 ] |  |
| 2000年（平成12年） | 30世帯 | [ 11 ] |  |
| 2005年（平成17年） | 33世帯 | [ 12 ] |  |
| 2010年（平成22年） | 35世帯 | [ 13 ] |  |
| 2015年（平成27年） | 35世帯 | [ 14 ] |  |

## 事業所
2016年（平成28年）現在の経済センサス調査による事業所数と従業員数は以下の通りである。
| 町丁   | 事業所数 | 従業員数 |
| ------ | -------- | -------- |
| 大門町 | 3事業所  | 6人      |

## 交通

### バス
- たけまる号
  - 西畑線

### 道路
- 暗越奈良街道（国道308号）

## 施設
- 大福寺